# António Costa (Politiker)

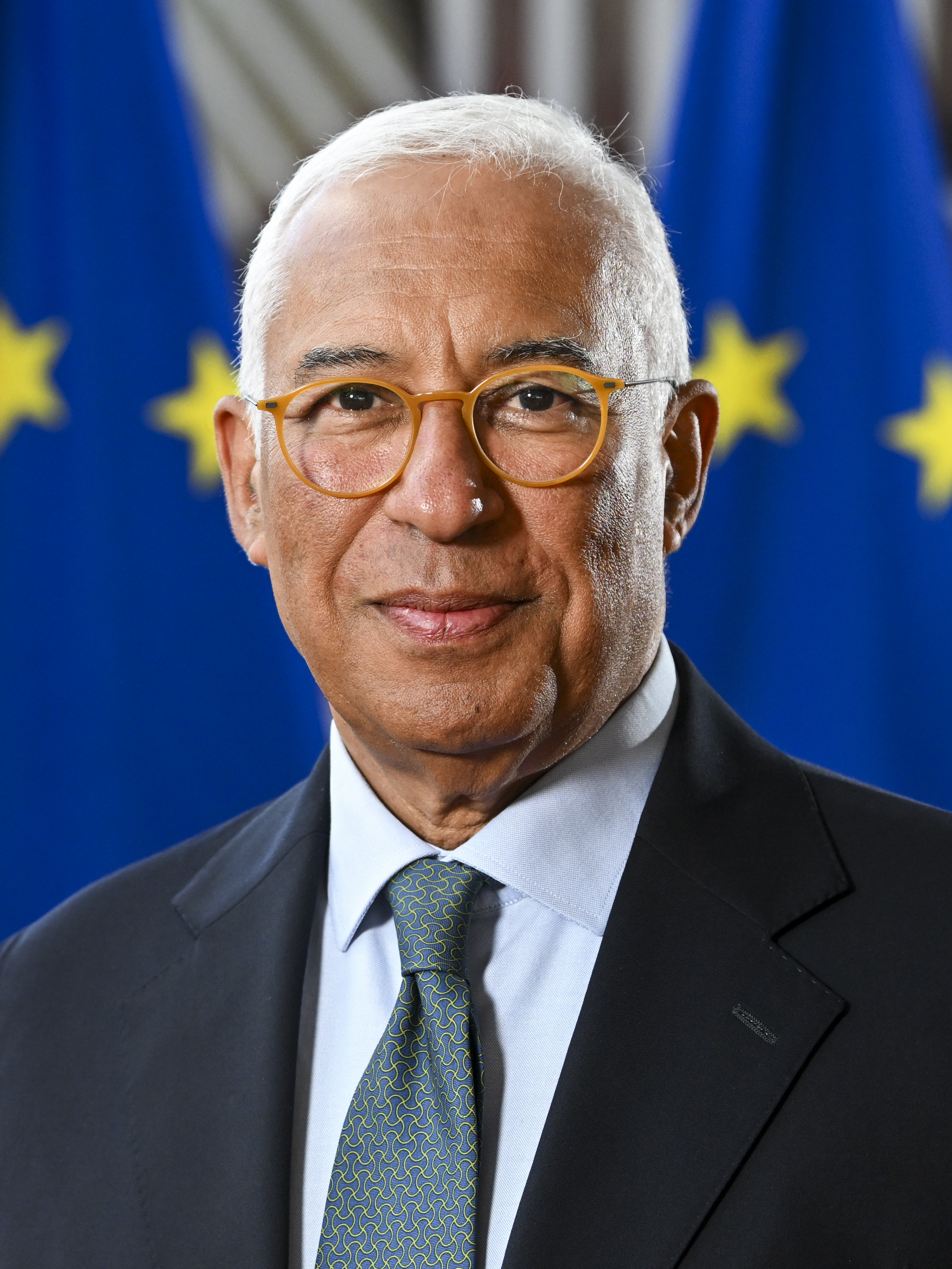
António Costa (2024)

António Luís Santos da Costa [ɐn'tɔnju ɫu'iʃ 'sɐ̃tuʃ dɐ 'kɔʃtɐ] (* 17. Juli 1961 in Lissabon) ist ein portugiesischer Jurist und Politiker. Er war von 2015 bis 2024 Premierminister Portugals und ist seit dem 1. Dezember 2024 Präsident des Europäischen Rates. 
Am 7. November 2023 hatte er aufgrund von Korruptionsvorwürfen durch die Oberstaatsanwaltschaft seinen Rücktritt eingereicht, blieb aber noch geschäftsführend im Amt. Die Vorwürfe erwiesen sich wenig später als nichtig, weil sie auf einer fehlerhaften Transkription eines abgehörten Telefonats beruhten. Zu diesem Zeitpunkt hatte Staatspräsident Marcelo Rebelo de Sousa das Parlament bereits aufgelöst und Neuwahlen angesetzt.
Er war zudem von 2014 bis 2024 Generalsekretär der Sozialistischen Partei. Vor seiner Wahl zum Premierminister hatte er Ministerien in verschiedenen Regierungen geleitet, zuletzt im Kabinett Sócrates I. Des Weiteren war er von 2007 bis 2015 Oberbürgermeister der portugiesischen Hauptstadt Lissabon.

## Leben

### Herkunft
Die Familie von António Costa entstammt väterlicherseits Goa-Katholiken, zum Katholizismus übergetretenen Mitgliedern indischer Brahmanen aus der Stadt Margao im indischen Bundesstaat Goa, der während mehrerer Jahrhunderte eine Kolonie Portugals war. Der Vater von António Costa war der bekannte Schriftsteller und Politiker Orlando da Costa. António Costa ist seit seiner Jugend Mitglied in der Sozialistischen Partei (PS). Er studierte Jura an der juristischen Fakultät der Universität Lissabon. Sein Praktikum absolvierte er im Büro Jorge Sampaios, der später Staatspräsident wurde. Danach erwarb er eine Postgraduierung in europäischem Recht an der Katholischen Universität Lissabon. Von 1982 bis 1984 war er Vorsitzender der Vereinigung der Jurastudenten der Lissabonner Universität (Associação Académica da Faculdade de Direito de Lisboa, AAFDL), 1986/87 leitete er die Redaktion der Zeitung der AAFDL.

### Anfänge in der Politik
Nach seinem Studium war er hauptsächlich als Anwalt tätig. Nebenbei engagierte er sich in der Sozialistischen Partei. Zwischen 1982 und 1993 war er Mitglied der Lissabonner Stadtversammlung und zwischen 1991 und 1995 Mitglied des portugiesischen Parlaments (Assembleia da República). Durch sein stärkeres politisches Engagement nahm er auch weitere zusätzliche Aufgaben wahr. Zwischen 1993 und 1995 hatte António Costa das Amt eines Stadtrats in Loures inne, zwischen 1995 und 1997 war er unter der Regierung des Sozialisten Guterres Staatssekretär im Ministerium für Parlamentsangelegenheiten. Ab November 1997 übernahm er dasselbe Ministerium und war gleichzeitig verantwortlich für die Expo 98 in Lissabon. Auch im zweiten Kabinett Guterres übernahm António Costa ein Ressort: Zwischen 1999 und 2002 leitete er das Justizministerium.
Nach dem Ausscheiden der Sozialisten aus der Regierung übernahm António Costa zwischen 2002 und 2004 die Aufgaben des Fraktionsvorsitzenden der Sozialistischen Partei im portugiesischen Parlament. Im Juni 2004 wechselte er als Mitglied des Europäischen Parlaments für die Sozialdemokratische Partei Europas (SPE) ins Europaparlament und wurde dort einer von 14 Vizepräsidenten.
Nach dem erneuten Sieg der Sozialisten in den Parlamentswahlen 2005 berief ihn der neu gewählte Premier José Sócrates als einen der drei Staatsminister in seine Regierung, mit Zuständigkeit für das Ressort für innere Aufgaben. Im Gegenzug schied António Costa aus dem Europaparlament aus. Hauptinhalte seines Programms waren unter anderem die Bekämpfung des Terrorismus und der im Sommer üblichen Waldbrände sowie eine Verbesserung der Situation der Immigranten und der Verkehrssicherheit.

### Bürgermeister von Lissabon und Generalsekretär des PS
Da im Mai 2007 der damalige Lissabonner Bürgermeister Carmona Rodrigues aufgrund einer Korruptionsaffäre zurücktreten musste, waren vorgezogene Kommunalwahlen nötig. Die Sozialistische Partei schlug den politikerfahrenen António Costa vor, der daraufhin als Innenminister zurücktrat, um den Wahlkampf zu führen. Sein Nachfolger als Innenminister wurde Rui Pereira. In der Wahl am 15. Juli 2007 wählten die Lissabonner António Costa mit einer relativen Mehrheit von 29,54 Prozent, die Wahlbeteiligung lag bei dem Negativrekord von 37,39 Prozent. Er gewann erstmals seit 31 Jahren eine Mehrheit für die Sozialistische Partei in allen 53 Gemeinden Lissabons.
Costa gelang es auch, bei den regulären Lokalwahlen 2009 mit 44 Prozent wiedergewählt zu werden. 2013 siegte er erneut mit einer absoluten Mehrheit von 50,9 Prozent.
Anfang April 2015 trat er von seinem Amt zurück, um sich voll auf seine Tätigkeit als Generalsekretär der PS zu konzentrieren.
Am 28. September 2014 wurde António Costa in einem einmaligen Mitgliedervotum zum Spitzenkandidaten für die Parlamentswahl 2015 bestimmt. Er setzte sich gegen den damals amtierenden Generalsekretär António José Seguro durch. Anschließend wurde Costa auch Generalsekretär des PS. Dieses Amt hatte er bis zum 7. Januar 2024 inne, als er von Pedro Nuno Santos abgelöst wurde.

### Premierminister Portugals
Portugals Präsident Cavaco Silva beauftragte Costa am 24. November 2015 mit der Regierungsbildung. Damit löste Costa die Mitte-rechts-Regierung von Pedro Passos Coelho ab, die bei der Parlamentswahl am 4. Oktober ihre Mehrheit verloren hatte. Costa hatte zuvor mit dem PS die Unterstützung einer Minderheitsregierung Passos Coelhos verweigert und dessen Wiederernennung zum Premierminister durch ein Misstrauensvotum mit den Stimmen der beiden anderen linken Parteien im Parlament gestoppt. Costa bildete eine Minderheitsregierung, die von den anderen linken Parteien im Parlament, dem Linksblock und dem Bündnis aus Kommunisten und Grünen, gestützt wird. Mit diesen bestehen jeweils separate Tolerierungsabkommen. Am 26. November 2015 wurde Costa als Premierminister gemeinsam mit seiner Regierung vereidigt.
Nach der Parlamentswahl 2019 bildete er am 26. Oktober 2019 eine Minderheitsregierung. Bei der Parlamentswahl 2022 konnte seine Partei die absolute Mehrheit im Parlament zurückgewinnen; Costa wurde anschließend erneut als Premierminister vereidigt.
Die wirtschaftliche Lage hat sich unter Costas Regierung ab 2015 klar gebessert, doch gehört Portugal weiter zu den ärmsten Ländern Westeuropas. Costa führte Portugal trotz anfänglicher Bedenken aus Brüssel aus dem europäischen Schutzschirm und machte es wieder unabhängig von den harten Austeritäts- und Sparauflagen der EU und des Internationalen Währungsfonds (IWF).
Costas Regierung erhöhte die von den konservativen Vorgängern gekürzten Pensionen, führte vier Feiertage wieder ein und nahm Steuererhöhungen für arbeitende Menschen zurück. Sie führte auch gratis Schulbücher ein und schuf die 35-Stunden-Woche für Staatsbedienstete. Gleichzeitig erhöhte Costa Reichensteuern wie die Erbschafts- und Vermögenssteuer.
Nach einem erheblichen Wirtschaftseinbruch infolge der Beschränkungen infolge von Corona ab 2020 war Portugal im Juni 2021 das erste Land, dessen Konjunkturprogramm von der Europäischen Kommission abgesegnet wurde. Durch höhere Staatsausgaben und Wirtschaftshilfen sollen mehr als 13 Milliarden Euro an Investitionen in umweltfreundliche Produktionsprozesse und die Digitalisierung ermöglicht werden. Ebenso sollen Milliarden Euro in die Bereiche Gesundheit, Wohnen und Infrastruktur fließen. 
Gleichzeitig gelang es unter Costas Amtszeit aber nicht, trotz sinkender Arbeitslosigkeit die anhaltend hohe Jugendarbeitslosigkeit in den Griff zu bekommen. Ebenso wenig konnte die ebenfalls grassierende Wohnungsnot, insbesondere in der Hauptstadt Lissabon, vermindert werden.
Am 7. November 2023 trat er als Premierminister nach von der Staatsanwaltschaft erhobenen Korruptionsvorwürfen und Durchsuchungen am Regierungssitz und in Ministerien im Zusammenhang mit der Vergabe von Abbaulizenzen für Lithium sowie der Produktion von grünem Wasserstoff zurück. Er führte das Amt dann kommissarisch weiter. Noch im November 2023 stellte sich heraus, dass die Vorwürfe auf einer fehlerhaften Abschrift eines abgehörten Telefonats beruhten. Dort war die Rede von Wirtschaftsminister António Costa Silva, nicht Premierminister António Costa. Zu diesem Zeitpunkt hatte Staatspräsident de Sousa das Parlament allerdings bereits aufgelöst und Neuwahlen angesetzt.  Die ursprünglich für den Oktober 2026 angesetzte Parlamentswahl wurde damit auf den 10. März 2024 vorgezogen. Am 21. März 2024 wurde Costa im Amt des Premierministers von Luís Montenegro abgelöst, der eine Minderheitsregierung bildete.

### Präsident des Europäischen Rates
Am 27. Juni 2024 wurde Costa zum Präsidenten des Europäischen Rates gewählt. Seine zweieinhalbjährige Amtszeit begann am 1. Dezember 2024.

## Kabinette
- Guterres I
- Guterres II
- Sócrates I
- Costa I
- Costa II
- Costa III

## Privates
António Costa ist verheiratet und hat zwei Kinder.